# Шёнайх-Каролат, Эмиль
Эмиль Шёнайх-Каролат (нем. Emil von Schoenaich-Carolath-Schilden; 8 апреля 1852, Бреслау — 30 апреля 1908, Гольштейн) — немецкий поэт, романист и дворянин.

## Биография
После окончания средней школы в Висбадене отправился в Цюрих, где в 1870—1871 года изучал литературу и историю искусств. Затем он вступил в драгунский полк в Кольмаре, где служил в звании лейтенанта до 1874 года. Последующие годы были потрачены в основном на путешествия, в том числе в Рим и Египет. В 1887 году он женился на Катарине фон Кнорринг и жил в своих поместьях в Германии и Дании.
Как поэт он являлся представителем так называемого неоромантизма. Его ранние стихи несли мрачное настроение. В более поздних работах, в том числе рассказах и повестях, он поднимал различные религиозные и этические вопросы, указывая на недостатки современного ему общества. Общался со многими немецкими писателями конца XIX века.
Умер в замке Хазельдорф и был похоронен на кладбище церкви Святого Габриэля.
Наиболее известные сборники: «Lieder an eine Verlorene» (1878); «Thauwasser» (1881); «Dichtungen» (1883); «Geschichten aus Moll» (1884); «Bürgerlicher Tod» (1804); «Der Heiland der Tiere» (1896).